# نادي بيرنغن
نادي كونينكليكي بيرنغن لكرة القدم كان ناديًا بلجيكيًا لكرة القدم من بلدية بيرنغن ، ليمبورغ (بلجيكا) . كانت موجودة بين عامي 1924 و 2002.

## تاريخ
تأسس النادي في عام 1924 باسم سيركل سبورتيف كلاين هايد وأصبح عضوًا في الاتحاد البلجيكي لكرة القدم في عام 1925 باسم نادي بيرنغن لكرة القدم ، في عام 1937 تحول إلى نادي بيرنغن وبعد ثلاث سنوات وصل النادي إلى الدرجة الأولى ليلعب موسمًا واحدًا فقط.
بعد ذلك الموسم ، تغير الاسم إلى K. Beringen FC ثم إلى K. Beeringen FC بعد عام واحد. في عام 1955 عاد إلى المستوى الأعلى لمدة موسمين هذه المرة. فترات النادي الأخرى كانت كلها في الدرجة الأولى كانت 1958-1960 ، 1962-1970 (مع المركز الثاني في عام 1964) ، 1972-1982 و 1983-84. في عام 1972 ، تم تغيير الاسم الأخير للنادي من K. Beeringen FC إلى K. Beringen FC
من 1984 إلى 1988 لعب بيرنغن في الدرجة الثانية ثم في المستويات الأدنى. في عام 2002 اندمج مع نادي KVV Vigor Beringen لتصبح KVK Beringen .

## لاعبين سابقين
- Nick Deacy (1978–80) 42 apps 10 goals

## المدربون
- البوسنة Vlatko Konjevod (1966-1967)
- Netherlands برام أبل (1968-1970)
- Belgium جوزيف فيليرز (1972-1974)
- ألمانيا فريتز شولماير (1976)
- Netherlands Leo Canjels (1977-1979)
- Belgium Félix Week (1979-1980)
- Netherlands كيس ريجفيرس (1980-1981)
- Belgium Urbain Haesaert وهانس كرون (1981-1983)
- بلجيكا جوزيف فيليرز (1983-1984)
- Belgium Léon Nollet (1994-1995)

## مرتبة الشرف
- الجولة النهائية من دوري الدرجة الثانية البلجيكي :
  - الفائز (1): 1983